# كامل شحادة
كامل عبد العزيز شحادة (1919 - 1999 م): كاتب وباحث وخبير أثري سوري , ومؤسس متحف معرة النعمان.
ولد الباحث الأثري كامل شحادة في قرية كفرومة (قضاء معرة النعمان) التابعة لمحافظة إدلب السورية عام 1919 م. بدأ عمله في مجال الآثار أواخر عهد الاحتلال الفرنسي لسوريا في دائرة آثار محافظة حلب ثم نقل إلى دمشق وبعدها إلى حماة. ثم تدرج في العمل الوظيفي حتى أصبح رئيس دائرة آثار معرة النعمان وأمين متحفها عام 1983 م عندما صدر قرار إنشائها بعد جهود كبيرة بذلها في إقناع المديرية العامة للآثار والمتاحف بتأسيس هذه الدائرة وإنشاء المتحف.
قضى ثلاثة وخمسين عاماً في خدمة الآثار السورية، امتد نشاطه في مجال العمل الأثري إلى محافظات حلب وحمص وحماة وإدلب، فبذل جهوداً مضنية في حمايتها وصيانتها.
شارك في عدة بعثات تنقيب أثري عربية وأجنبية ورافق عدداً من العلماء والباحثين الأجانب, فقد كان يجيد اللغة الفرنسية بطلاقة كتابة ومحادثة مع قليل من الإنكليزية (وكانت اللغة الفرنسية آنذاك هي لغة التعامل لدى مديرية الآثار والمتاحف). وكان عضواً في معهد التراث العلمي في جامعة حلب، وعضواً في جمعية العاديّـات.
اهتم الأستاذ كامل شحادة بتوثيق وتصنيف التلال والمباني الأثرية القائمة في محافظات حماة وحمص وإدلب وحلب, وأوفد بالعديد من البعثات الأثرية خارج القطر لصالح المديرية العامة للآثار والمتاحف ومثّل سوريا في أكثر من مؤتمر .

## أعماله في محافظة حماة
قضى سنين خدمته الأولى في دائرة آثار حلب في أواخر عهد الاحتلال الفرنسي لسوريا ثم نقل إلى دمشق وبعدها إلى حماة حيث افتتح مكتبا لرعاية الآثار في مبنى سينما الشرق بحماة حالياً.
بدأ بترميم قصر أسعد باشا العظم في حماة (متحف حماة سابقاً) بين عامي 1961-1964 م كما قام بدراسات شاملة لكافة الأوابد الأثرية القائمة في المحافظة مع تلالها مثل:
قناة العاشق, الطواحين المائية المقامة على نهر العاصي, الأضرحة, التلال الأثرية, دراسة الجامع الكبير وقصر الطيارة الحمراء حيث تم الاستعانة بتلك الدراسة أثناء إعادة بناء الجامع الكبير والعودة به لسابق عهده. كما عمل بترميم أعمدة الشارع الطويل في مدينة أفاميا الأثرية وأشرف شخصياً على حفريات وترميم دير الأقواس المعروف بقصر ابن وردان وأعد كتيباً خاصاً عنه.

## تأسيس دائرة آثار ومتحف معرة النعمان
كان للأستاذ كامل شحادة دور أساسي في تأسيس دائرة آثار معرة النعمان في محافظة إدلب حيث بذل جهوداً كبيرة في إقناع المديرية العامة للآثار والمتاحف بتأسيس هذه الدائرة وإنشاء متحف يضم اللقى الأثرية التي يمكن العثور عليها في منطقة المعرة.
وفي عام 1983 م صدر مرسوم بإحداث دائرة آثار في معرة النعمان التابعة لمحافظة إدلب ومتحف معرة النعمان في خان مراد باشا الأثري فانتقل إلى هناك حيث تسلم منصب رئيس دائرة آثار المعرة. فعمل على ترميم خان مراد باشا وتحويله إلى متحف عرض فيه روائع لوحات الفسيفساء واللقى الأثرية المكتشفة في المعرة وما حولها.
كما قام بإجراء مسح كامل للمواقع الأثرية في المنطقة من تلال ومدن منسية، وتعتبر كتاباته مصدراً مهماً جداً لتوثيق معالم تلك المباني التي ضاعت معظم ملامحها.  إلى جانب عمله الدؤوب في موقع البارة الأثري.

## ضريح الخليفة عمر بن عبد العزيز
قام الباحث كامل شحادة بإجراء دراسة لتحديد موقع ضريح الخليفة عمر بن عبد العزيز بدقة, واستطاع من خلال هذه الدراسة إثبات المكان الدقيق للضريح في قرية دير شرقي (الواقعة شرق مدينة معرة النعمان) ومن ثم العثور على قبر الخليفة عمر بن عبد العزيز. وبعد تحديد الموقع استطاع الحصول على موافقة وميزانية من وزارة الآثار والمتاحف لترميم الضريح وبناء قبة فوقه حتى أصبح بحالة جيدة جداً, وعاد إليه رونقه.

## إسهاماته في خدمة الآثار
كان الأستاذ كامل شحادة مديراً ميدانياً فمكتبه كرئيس دائرة آثار المعرة كان بين الآثار وليس في الغرف المكيفة، كان متابعاً لإزالة المخالفات والتعديات عن الآثار، وله دور بارز في حماية قلعة معرة النعمان.
يسجل له بأنه باحث تعلم من مدرسة الحياة، واكتسب الخبرات الميدانية الحقيقية، فهو بالأساس كان مراقب آثار، ونتيجة متابعته وجده واجتهاده واتصاله بعلماء الآثار الأجانب الذين يزورون تلك المواقع، استطاع أن ينقل نفسه إلى مصاف الباحثين الآثاريين المتميزين.
متعاطف إلى أبعد الحدود مع الآثار، لا يكلّ ولا يملّ من العمل، وعندما كان رئيساً لدائرة آثار المعرة كان يعمل بحجم سبعة موظفين، فقد كان المدير والكاتب والمحاسب وأمين المتحف.
وهو أول من نشر في مجلة الحوليات الأثرية التي تصدرها المديرية العامة للآثار والمتاحف (علماً أن هذه المجلة محكّمة ولا تنشر إلا للباحثين المتمكنين).

## مشاركاته في بعثات التنقيب الأثري
شارك في عدة بعثات تنقيب أثري عربية وأجنبية ورافق عدداً من العلماء والباحثين الأجانب مثل :
1. جورج تشالينكو و جان بالتيه لمدة ثماني سنوات في مدن سوريا الشمالية البائدة (المدن المنسية).
2. بيير كانيفينا لمدة ست سنوات مع البعثة البلجيكية في حورتة" وأفاميا (في محافظة حماة) وأكمل مائتي عمود من أعمدتها.
3. توثيق الأوابد الأثرية في حمص وحماة وإدلب وحلب برفقة د. مارك من فرنسا.
4. ورافق البعثة الإيطالية بإدارة السيد بالتي في الكشف على آثار مملكة إيبلا واكتشاف الرقم الفخارية التي تدون تاريخ هذه المملكة.
5. كما رافق أيضاً البعثة السويسرية برئاسة روف ستوك في حفريات (تل الحاجن عاروده) في حوض الفرات.[5]

## مؤلفاته
له العديد من المقالات والأبحاث منها:
1. دراسة شاملة ومفصلة عن جميع نواعير مدينة حماة.
2. دراسة عن الطواحين المائية على نهر العاصي.
3. دراسة وأعمال ترميم قلعة شيزر.
4. دراسة وترميم دير الأقواس المعروف بقصر ابن وردان.
5. تاريخ مخطوط حماة.
6. قصر الطيارة الحمراء أو القاعة الكيلانية.
7. متحف المعرة في خان المراديات.
8. المباني الأثرية في محافظة إدلب.
9. ترميم ضريح الخليفة عمر بن عبد العزيز في قرية دير شرقي.
10. دراسة تفصيلية لقناة العاشق : من منطقة سلمية إلى مملكة أفاميا وفرعها الثاني من نبع اللقبة في قضاء مصياف حيث تلتقيان في قلعة شيزر.
11. وكان آخر كتاب له بعنوان : نشأة الحضارة العمرانية في سوريا الشمالية.

بالإضافة إلى بحوث أثرية وتاريخية عديدة صدرت تباعاً في حينها في مجلة الحوليات الأثرية السورية.

## الجوائز
حصل الباحث كامل شحادة على وسام الاستحقاق السوري من الدرجة الثانية بموجب المرسوم التشريعي رقم 86 تاريخ 10/02/1985 تكريماً لجهوده في خدمة الآثار .

## وفاته
في عام 1999 م وعن عمر ناهز الثمانين عاماً نعت المديرية العامة للآثار والمتاحف الباحث الأثري الأستاذ كامل شحادة بعد مرض العضال وهو قائم على رأس عمله، تاركاً للأجيال جهده عبر المصنفات الهامة, وعبر متحف معرة النعمان الذي قام بتأسيسه.

## وصلات خارجية
صفحة الباحث كامل شحادة على فيسبوك